# Fabio Duque Jaramillo
Fabio Duque Jaramillo OFM (ur. 12 maja 1950 w Armenia, zm. 9 lutego 2022 w Medellín) – kolumbijski duchowny rzymskokatolicki, biskup Garzón w latach 2012–2022.

## Życiorys
Fabio Duque Jaramillo urodził się w Armenii w departamencie Quindío w Kolumbii 12 maja 1950 roku. W 1970 wstąpił do nowicjatu zakonu franciszkanów w Medellín. Pierwsze śluby zakonne złożył 15 stycznia 1972 roku, śluby wieczyste 1 lutego 1975 roku. Po ukończeniu studiów filozoficzno-teologicznych na Uniwersytecie Św. Bonawentury w Bogocie przyjął święcenia kapłańskie 29 listopada 1975 roku. Po święceniach został zastępcą mistrza nowicjatu, a następnie zastępcą mistrza junioratu zakonnego. W 1979 został proboszczem w Chimichagua, zaś w latach 1982–1985 pracował w Konferencji Episkopatu Kolumbii jako przewodniczący komisji ds. życia konsekrowanego. W 1985 rozpoczął studia doktoranckie z liturgiki na rzymskim Anselmianum. Po uzyskaniu w 1990 roku tytułu powrócił do kraju, gdzie powierzano mu funkcje duszpasterskie w zakonnych placówkach w Bogocie i w Barranquilla. W 1994 ponownie wyjechał do Rzymu i podjął pracę w Papieskiej Radzie ds. Kultury.
29 listopada 2003 roku papież Jan Paweł II mianował go biskupem diecezji Armenia. Sakry biskupiej udzielił mu 31 stycznia 2004 roku ówczesny przewodniczący Papieskiej Rady ds. Kultury, kard. Paul Poupard.
11 czerwca 2012 roku został mianowany biskupem Garzón.
Zmarł w Medellín 9 lutego 2022 roku.